# 陈冬 (官员)
陈冬（1963年11月—），男，福建罗源人，中华人民共和国政治人物。厦门大学金融系货币银行学专业毕业，在职研究生学历，经济学硕士。曾任香港中聯辦副主任，现任福建省人大常委会党组副书记、副主任。

## 生平
1983年8月参加工作。1983年11月加入中国共产党。曾任福建省人大常委会处长。1997年12月，任共青团福建省委副书记，福建省青联副主席（1995年9月-1998年7月，在厦门大学货币银行学专业在职研究生学习，获经济学硕士学位）。2003年6月，任共青团福建省委副书记，福建省青联主席（2000年9月-2004年6月，在福建师范大学经济学院政治经济学专业在职研究生学习，获经济学博士学位）。2004年8月，任共青团福建省委书记。
2008年4月，任中共漳州市委副书记（正厅级）、副市长。2008年7月，任中共漳州市委副书记（正厅级）、副市长，中共漳浦县委书记。2009年7月，任中共漳州市委副书记、副市长、代市长（2010年2月当选市长）。2011年2月，任中共漳州市委书记。2013年7月，任福建省人民政府副省长、党组成员。2015年1月，任中共福建省委常委、政法委书记。
2017年2月，任中央人民政府駐香港特別行政區聯絡辦公室副主任。2018年1月，当选第十三届全国政协委员。
2021年7月16日，陈冬受到美国财政部實施制裁。
2023年7月，卸任中央人民政府驻香港特别行政区联络办公室副主任职务，转任福建省人大常委会党组副书记。2024年1月，当选为福建省人大常委会副主任。